# Комедия (жанр)
Комедията е филмов жанр, който цели да предизвиква смях. Подобно на другите видове комедия, той използва хумора за постигане на художествен ефект. Най-често основна цел на комедийните филми е забавлението, но понякога те съдържат и сатиричен коментар на различни обществени явления и процеси.